# 16319 Xiamenerzhong
16319 Xiamenerzhong è un asteroide della fascia principale. Scoperto nel 1971, presenta un'orbita caratterizzata da un semiasse maggiore pari a 2,3421415 au e da un'eccentricità di 0,1204280, inclinata di 2,44630° rispetto all'eclittica.